# Paraproteina

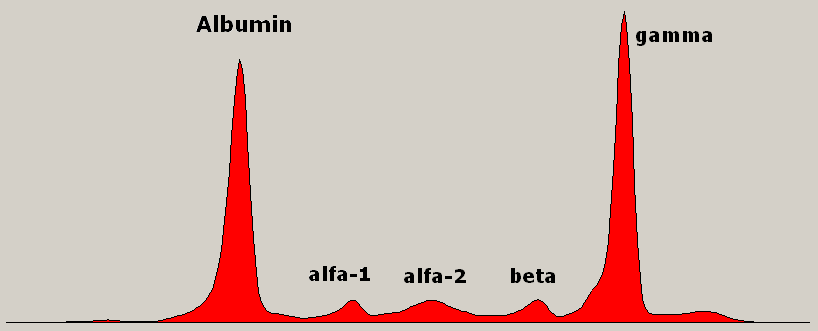
Elettroforesi delle proteine sieriche che mostrano una paraproteina (picco nella zona gamma) in un paziente con mieloma multiplo.

Una proteina del mieloma è un frammento di immunoglobulina anormale, come una catena leggera di immunoglobuline, che è prodotta in eccesso da una proliferazione monoclonale anormale delle plasmacellule, tipicamente nel mieloma multiplo. Altri termini per denominare tale proteina sono: la proteina M, il componente M, il picco M, la proteina spike (da non confondere con la proteina Spike dei coronavirus ) o la paraproteina. Questa proliferazione della proteina del mieloma ha diversi effetti deleteri sul corpo, tra cui compromissione della funzione immunitaria, viscosità del sangue anormalmente elevata ("spessore" del sangue) e danno renale.

## Storia
Il concetto e il termine "paraproteina" furono introdotti dal patologo di Berlino Dr. Kurt Apitz nel 1940, allora medico anziano dell'istituto patologico dell'ospedale della Charité.
Le paraproteine consentirono lo studio dettagliato delle immunoglobuline, che alla fine portarono alla produzione di anticorpi monoclonali nel 1975.

## Cause
Il mieloma è un tumore maligno delle plasmacellule. Le cellule del plasma producono immunoglobuline, che vengono comunemente chiamate anticorpi. Esistono migliaia di anticorpi diversi, ciascuno costituito da coppie di catene pesanti e leggere. Gli anticorpi sono tipicamente raggruppati in cinque tipi: IgA, IgD, IgE, IgG e IgM. Quando qualcuno ha il mieloma, un clone maligno si riproduce in modo incontrollato, causando una sovrapproduzione dell'anticorpo specifico che la cellula originale è stata generata per produrre. Ogni tipo di anticorpo ha un diverso numero di catene leggere e catene pesanti. Di conseguenza, c'è una caratteristica distribuzione normale di questi anticorpi nel sangue per peso molecolare.
Quando c'è un clone maligno, di solito c'è una sovrapproduzione di un singolo anticorpo, risultante in un "picco" sulla distribuzione normale (picco acuto sul grafico), che è chiamato picco M (o picco monoclonale). Le persone a volte sviluppano una condizione chiamata MGUS (Gammopatia monoclonale di significato incerto), dove c'è una sovrapproduzione di un anticorpo, ma la condizione è benigna (non cancerosa). Una spiegazione della differenza tra mieloma multiplo e MGUS può essere trovata nel Manuale del paziente della International Myeloma Foundation.
La rilevazione di paraproteine nell'urina o nel sangue è più spesso associata a gammopatia monoclonale benigna di significato incerto (MGUS), dove rimangono "silenti", e mieloma multiplo. Un eccesso nel sangue è noto come paraproteinemia. Le paraproteine formano una banda stretta, o "picco" nell'elettroforesi delle proteine poiché sono tutte esattamente la stessa proteina. A differenza dei normali anticorpi immunoglobulinici, le paraproteine non possono combattere l'infezione.
La misurazione a catena leggera senza siero è in grado di rilevare le catene leggere libere nel sangue. Le catene leggere libere monoclonali nel siero o nelle urine sono chiamate proteine di Bence Jones.

## Interpretazione al momento del rilevamento
I livelli di paraproteina sierica nel sangue superiori a 30 g/l sono diagnostici del mieloma multiplo, secondo i criteri diagnostici del Gruppo internazionale di lavoro sul mieloma, che sono stati aggiornati nel 2009.  La rilevazione della paraproteina nel siero inferiore a 30 g/l è classificata come gammopatia monoclonale di rilevanza incerta nei casi in cui le plasmacellule clonali costituiscono meno del 10% della biopsia del midollo osseo e non vi è alcun danno di organo o tessuto correlato al mieloma.